# 二齒豬籠草
二齒豬籠草，又称二距猪笼草，是婆羅洲西北部特有的热带食虫植物。其种加词来源于拉丁文，“bi”意为“二”，“calcaratus”意为“尖状物”，指其两个尖齿状结构。二齿猪笼草为蚁栖植物，与弓背蚁之间存在着互利互惠的关系。因此，其缺少许多猪笼草食虫性特征，包括其不具备粘弹性和高酸度的消化液，捕虫笼内表面不具备蜡质区，甚至可能缺乏功能性的消化酶。所以有賴螞蟻的經消化過的糞便來吸收。被认为是现存植株体型最大的猪笼草种类。

## 植物學史
1873年，約瑟夫·道爾頓·胡克根據休·羅及奧多阿多·貝卡利在婆羅洲采集的標本正式描述了二齒豬籠草。模式標本编号为「Low s.n.」，現保存在英國皇家植物園中。7年后，斯潘塞·勒·马钱特·穆尔根據约翰内斯·伊莱亚斯·特斯曼在婆羅洲西部新當（Sintang）近郊的卡普阿斯河畔采集的標本「Teijsmann 10962」，描述了迪雅克猪笼草（Nepenthes dyak）。该標本也存放于英國皇家植物園，一份副本存放于萊頓的荷蘭國家植物標本館。雖然在之后的文獻中多次提及迪雅克猪笼草，但現在其被認為与二齒豬籠草是同一个物種。
1879年，英國探險家弗雷德里克·威廉·伯比奇將二齒豬籠草引種歐洲。他替著名的維奇苗圃搜集了許多植物。1881年，其被大规模的栽培種植。
這段期間，人們對豬籠草的興趣達到极致。《园丁纪事》在1881年的記錄中提到維奇苗圃的二齒豬籠草：
|  | 二齿猪笼草是最为强健的种类，其具有坚硬的叶片，囊状的捕虫笼，且笼盖下有明显的老鼠夹状物，这使得它与其他猪笼草相比起來非常的独特。 |

在引進欧洲幾年後，二齒豬籠草仍非常的稀有。在1889年的維奇目錄中，二齒豬籠草的價格為每株3.3英磅，而同期的諾斯豬籠草（N. northiana）和馬來王豬籠草（N. rajah）只售價2.2英磅。

## 形态特徵
二齒豬籠草植株是猪笼草属中最善攀爬的物種，可至高约20米的林冠。其圆柱形茎也比其他猪笼草物种宽，直徑可達3.5厘米。节间距可長達40厘米。
二齒豬籠草的葉片革质，具叶柄，呈倒卵形－披針形，非常巨大，最大可长达80厘米，寬至12厘米。葉柄略微下延，形成兩個狹窄的翼。中脉不明显，但具大量羽状脉。笼蔓可長達60厘米，寬至8毫米，中空，靠近捕蟲笼处膨大。
雖然二齒豬籠草植株大多都非常巨大，但它的捕蟲笼卻比馬來王豬籠草等品種小。其捕蟲籠的容量可超過1升，可高達25厘米，寬至16厘米。下位笼腹面的下部具一对笼翼，其不长于15毫米。但上位笼的笼翼常缩小为一对隆起。唇通常平展且向内卷曲，具小型但明显的唇齿。唇内缘部分约占截面表面总长度的70%。二齿猪笼草因其笼盖下方一对尖齿状结构而著名，该尖齿可長約3厘米，其发源于唇最上部的10至12根唇肋。笼蓋呈腎形至心形，无附屬物。笼蓋基部的后方具一根不分叉的笼蔓尾，其不长于15毫米。
二齒豬籠草的花序为圓錐花序。总花梗可长达40厘米，花序軸可長達1米。雌性花序通常較短。花梗可長達4厘米，可具有15朵花。花萼为倒卵形或披针形，可長達4毫米。一项对来自同一副标本（Fosberg 43860，无海拔记录）花粉大小的研究显示，其120粒花粉的平均直径为28.9微米（标准误為0.4，变异系数為7.5%）。
二齒豬籠草成熟的植株几乎無毛，幼年的植株與花序上具有易脱落的毛被。
二齒豬籠草的差别不大，所以尚未發現種下類群。

## 生態关系

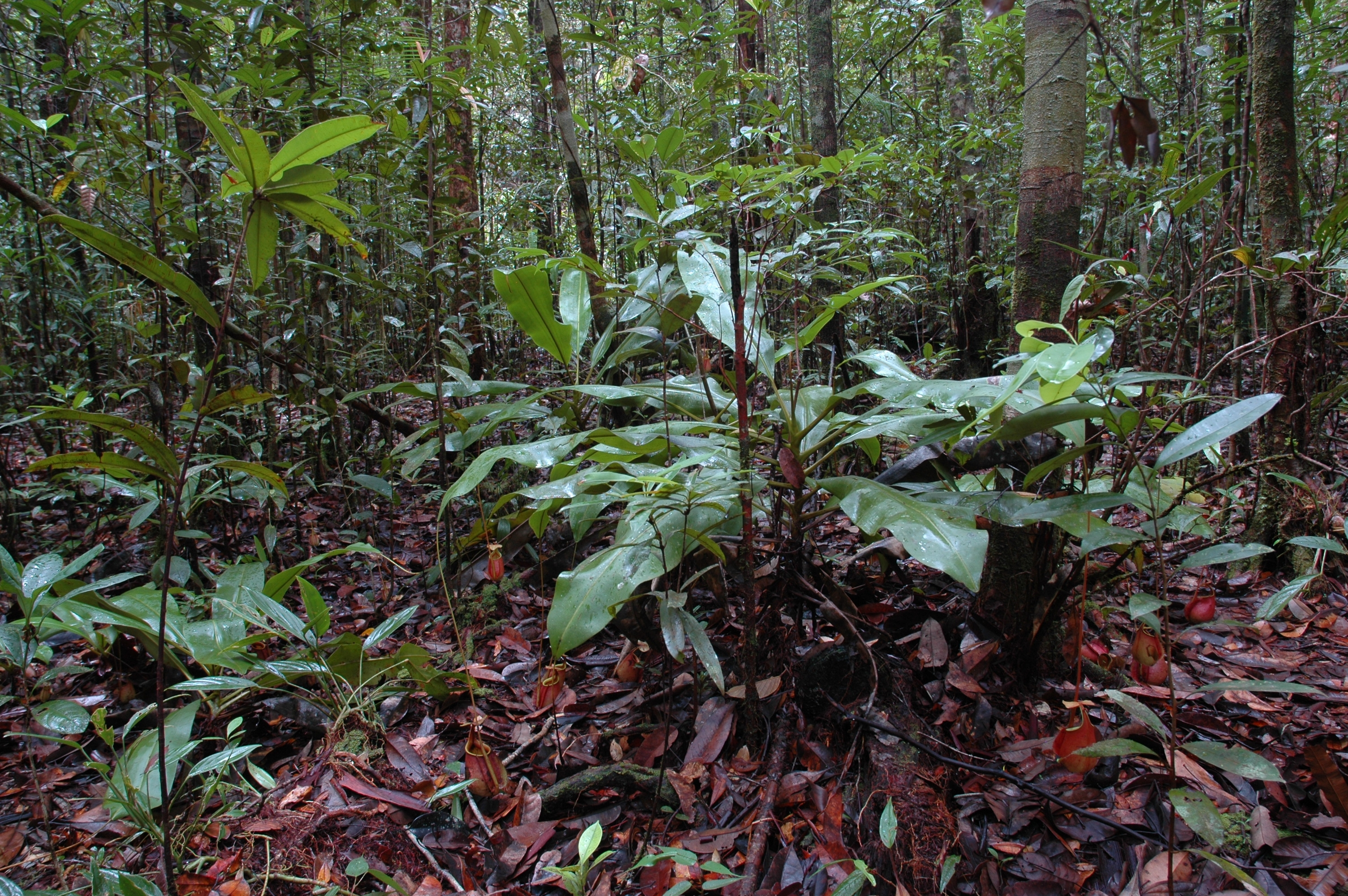
二齒豬籠草的原生地

二齒豬籠草是婆羅洲的特有種，一般存在于西部沿岸砂拉越、沙巴、加里曼丹和汶萊等地的泥炭沼澤森林中。其一般生长于當地甚為普遍的龍腦香科紅柳桉（Shorea albida）樹蔭下。二齒豬籠草亦會在荒原森林，甚至是在砂拉越及東加里曼丹的白砂荒原森林中生長。其經常與蘋果豬籠草（N. ampullaria）同域分布。
二齒豬籠草生長於未開發的泥炭沼澤森林，其阳光漫射且濕度极高。二齒豬籠草的根系很淺，仅分佈于最上層的泥炭和落葉層，約25厘米深。在這層之下的基质含高濃度的單寧和生物鹼，对二齿猪笼草的根系具毒性。
二齒豬籠草一般都生長於海拔300米以下，但1894年，约翰内斯·戈特弗里德·哈利尔曾在海拔700至950米的地区采集到一株二齒豬籠草。
依據2000年的評估，二齒豬籠草被列入世界自然保護聯盟瀕危物種紅色名錄中，其保护状况為易危。1997年，查尔斯·克拉克依據世界自然保護聯盟的標準非正式的將其列為近危。世界保育監測中心对二齒豬籠草的保護狀況也与查尔斯·克拉克一致。

## 食虫性
二齒豬籠草具是猪笼草属中唯一一个具有两个尖齿附属物的物种，此外，其还具有猪笼草属中最大的蜜腺。這兩個尖齿状結構的用途在植物學界已爭辯了許久。弗雷德里克·威廉·伯比奇認為其可能是嚇阻棲息在樹上的哺乳動物，如眼鏡猴、懶猴等会偷取捕虫笼内的昆虫。克利夫·多德（Cliff Dodd）在1982年发表的一篇文章中，则认为该尖齿状結構不具有捕捉獵物的功能。查尔斯·克拉克注意到眼鏡猴會從側邊撕開捕虫笼取食，而不是直接將手伸入笼口中。不过，他也發現動物破坏二齒豬籠草捕虫笼的頻率低於其他猪笼草（如萊佛士豬籠草）。查尔斯·克拉克认为尖齿状结构可能是用來引誘昆蟲到笼口上方，使昆蟲失足墜入消化液中溺亡。蘇門達臘特有的小舌豬籠草（N. lingulata）也有相似的捕虫方式，其笼口的上方具一根絲狀的附属物。但该附属物屬於笼盖的一部分，而不是唇。
與蘋果豬籠草和葫蘆豬籠草（N. ventricosa）一樣，二齒豬籠草捕虫笼的腺体区通常延伸至唇，使得蜡质区极少甚至没有。蜡质區的作用即是讓獵物滑入消化液中。2004年的一项研究發現二齒豬籠草的唇在捕捉獵物上扮演著十分重要的角色。當唇乾燥時，唇對捕捉昆蟲沒有幫助，但唇潮溼時，捕捉率可以提高3倍以上。
1999年的一项二齒豬籠草捕虫笼的形態及光譜反射特性的研究發現，二齿猪笼草的唇和笼身在紫外波段下沒有非常高的對比度，但是在450納米波長的紫光照射下有-0.17的對比，548納米波長的綠光有0.32，668納米的紅光有-0.16。這表示唇反射的紫光和紅光比笼身少，但綠光則較多。昆蟲似乎对綠光和藍光波段较大的對比具较高的敏感度，而其他波段则无。根據他们的發現，学者们推测二齒豬籠草的上位笼不如同域分布的萊佛士豬籠草善于捕捉喜花的昆虫。

## 與螞蟻共生

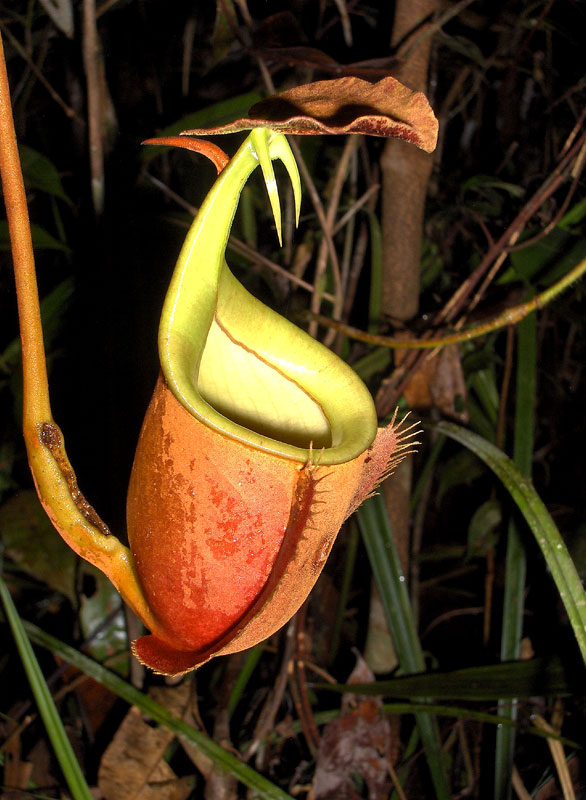
二齿猪笼草中位笼中空的笼蔓内充滿了弓背蚁（Camponotus schmitzi）

二齒豬籠草讓螞蟻在其空心笼蔓中築巢。這種蟻學名為“Camponotus schmitzi”，屬於數量極多且廣泛分佈的弓背蚁。
早在1880年，弗雷德里克·威廉·伯比奇就注意到了這種独特的动植物相互作用。1904年，奧多阿多·貝卡利认为這些蚂蚁是以在二齒豬籠草上或附近的昆蟲為食物，但自己本身亦會落入捕虫笼成為二齒豬籠草的食物。1990年，B·霍德伯勒（B. Hölldobler）与E·O·威尔逊（E.O. Wilson）认为二齒豬籠草與弓背蚁之间具有互利共生的关系。但在当时這兩個假說都沒有實驗數據的支持。根据查尔斯·克拉克在1992年和1998年发表的汶萊实地考察，及1993年和1995年，查尔斯·克拉克与罗杰·基钦（Roger Kitching）進行一系列的觀察及實驗，都支持互利共生的观点。
二齿猪笼草为蚁栖植物，其从弓背蚁的排泄物中获取养分，但偶尔也会捕获这些蚂蚁。具统计，通过蚂蚁排泄物摄入的氮素可占叶片总氮含量的42%（76%有蚂蚁共生的植株叶片可高达75%）。
已观察到这种弓背蚁会攻击新捕获的昆虫，从而防止其逃脱。这些弓背蚁通过捕食底内动物可增加捕虫笼内营养素的保留率，以免底内动物发育完成后最终飞走，营养素最终又通过弓背蚁的排泄物遗留在捕虫笼内。大部分时间里弓背蚁都很被动的躲藏于唇内缘下侧。这可能是为了防止阻碍潜在猎物的进入。这与其他蚁栖植物中具高度领地意识的蚂蚁形成鲜明的对比。约翰·汤普森（John Thompson）认为二齿猪笼草可能是唯一一种既以捕获昆虫，又与蚂蚁共生获得养分的植物。
弓背蚁能够利用三脚架般的腿做类似地面上的运动来游泳，并能潜水达30秒。弓背蚁似乎會忽略较小的昆蟲，並只會針對較大的獵物。弓背蚁将猎物从消化液中搬至唇外，其距离不会超过5厘米，但可能要花上12小時，故二齒豬籠草捕虫笼不會因为有機物積聚腐败而影響到共生的弓背蚁及捕虫笼本身。也观察到这些弓背蚁也会攻击新捕获的昆虫，以防止其逃脱。其他时候，这些弓背蚁非常的被动，躲藏于唇内缘下，据推测这是为了避免被潜在的猎物发现。这种行为与其他蚁栖植物上的蚂蚁形成的鲜明的对比，其具有典型的高度守卫自身活动地域的特性。
已观察到蚂蚁会清理笼口边缘的真菌菌丝和其他污染物，从而保持捕虫笼在整个生命周期内都保持较高的捕集效率。丹尼斯（Dennis）和马利斯·梅尔巴赫（Marlis Merbach）等人的研究發現这些弓背蚁还會保護二齒豬籠草的捕虫笼免受長足象（Alcidodes）的侵害。为了给这些共生的生物以有利的生存环境，二齿猪笼草捕虫笼消化液的pH值比普通的猪笼草属物种都高，即酸度小。这或许可解释为何偶尔可在其捕虫笼内发现对酸敏感的树蛙卵。然而，植物作出这样的改变会降低对其消化猎物及吸收营养的能力。二齿猪笼草捕虫笼消化液相比大部分猪笼草属物种而已，其粘弹性也较低，这可能是因为缺乏功能性消化酶的原因。因此，二齿猪笼草高度依赖与蚂蚁共生。未有弓背蚁共生的植株也不能从其食虫性中显著受益。其由消化猎物得到的大部分养分都被用于高消耗的捕虫笼结构生长中。而与弓背蚁共生的植株具有更多的叶片及更大的总叶面积。同时，其猎物脱逃率也更低，捕虫笼的体积也更大，从而可捕获更多的猎物。研究也表明，接种弓背蚁的植株其来源于昆虫的氮素比例更高。此外，这种弓背蚁还会在笼蔓的出口处分泌黏液，以防止雨水或其他昆虫进入。
另外，这种弓背蚁仅在二齒豬籠草的笼蔓中築巢，很少与其他植物共生。牠們是完全依賴于二齒豬籠草提供食物及住所。但就算沒有這種弓背蚁，二齒豬籠草也能正常的生存及繁殖；其为兼性互利共生。大多数高於2米的二齒豬籠草都与这种弓背蚁共生的。这些弓背蚁似乎较喜歡栖息于上位笼，而較少在下位笼築巢。這可能是因為當地的暴雨會定期的使二齒豬籠草的下位笼浸水，破壞牠們的巢穴，使蚁穴中的卵、幼虫和蛹死亡。
一種学名為“Naiadacarus nepenthicola”的蟎似乎也仅在二齒豬籠草的捕虫笼中生存。估計牠們是以捕虫笼中腐败的樹葉及昆蟲为食。该螨的第二若虫会通过上述弓背蚁散播。
左中：三种类型植株笼蔓状态之间的比例，包括萌芽阶段、败育、被啃食、已发育为捕虫笼及未知原因（如被折断）。 及各状态比例与蚂蚁共生率之间的关系

右中：蚂蚁共生及无蚂蚁下位笼的体积及整个生命周期捕食量之间的关系

中：从弓背蚁至二齿猪笼草的氮转移量。条带显示当宿主植株的叶片接受一次被氮15标记的弓背蚁2周后，其叶片内氮15的含量变化。1表示最幼嫩的叶片（仍在发育中），沿着茎往下数的叶片内的氮15含量变化即对应图中各编号条带。条带下方显示每片叶片及捕虫笼的状态，并标示弓背蚁是否存在及是否接受氮15

- 弓背蚁在捕食二齿猪笼草捕虫笼内的蚊蛹
- 弓背蚁在捕食二齿猪笼草捕虫笼内的蜂蝇幼虫

## 自然雜交種
下列是已发现的关于二齒豬籠草的自然雜交種：
- N. ampullaria × N. bicalcarata[13]
- (N. ampullaria × N. gracilis) × N. bicalcarata [=N. × trichocarpa × N. bicalcarata]
- N. bicalcarata × N. gracilis [=N. × cantleyi][13]
- N. bicalcarata × N. mirabilis[62]（包括N. bicalcarata × N. mirabilis var. echinostoma）[13]
- N. bicalcarata × N. rafflesiana[13]
- ? (N. bicalcarata × N. rafflesiana) × N. mirabilis var. echinostoma[13]

以上的所有自然杂交种都未发现與弓背蚁共生。

### 與蘋果豬籠草
由於蘋果豬籠草與二齒豬籠草在野外常同域分布，所以该自然杂交种较为常见。在汶萊就已发现了好多处该自然雜交種的分布地，其通常生長在泥炭沼澤森林及荒原森林。其由堀田滿於1966年首次紀錄。
其捕蟲籠具二齒豬籠草的尖齿状结构，但大大缩小。笼口呈圓形，笼盖为卵形－心形。其与虎克豬籠草（N. × hookeriana）有些相似，但其具尖齿状结构，上位笼更近似球狀，且笼蓋較小。
二齿猪笼草與蘋果豬籠草自然雜交種上位笼通常呈现较多蘋果豬籠草的形态特征。上位笼往往都非常小型，不具备正常的功能。
有观点认为二齿猪笼草与苹果猪笼草是亲缘关系十分接近的两个物种，它们身上具有许多共同特征，并被一同置于猪笼草属下的球形群(Urceolatae)，成为这个分类单元仅有的两个原种，但是2023年的一项针对猪笼草属的分子测序结果表面两个物种貌似并没有那么近的亲缘关系。

### 與小豬籠草

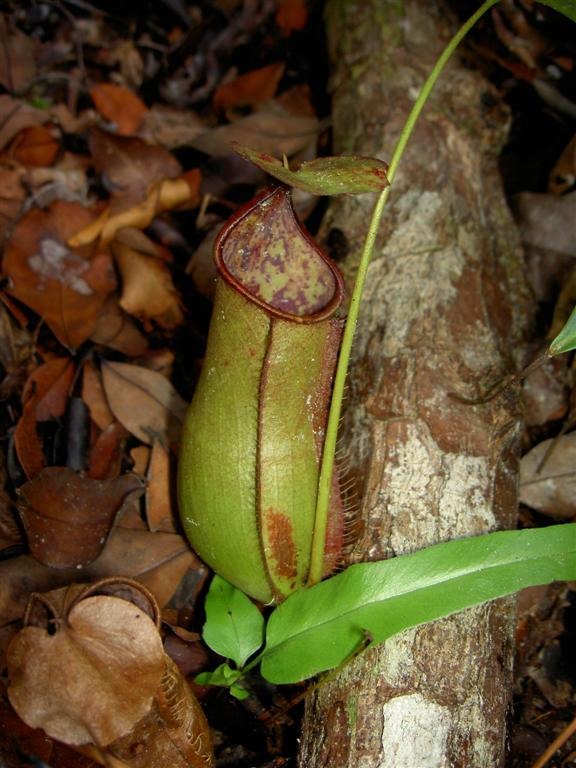
坎特利豬籠草的下位籠

這個雜交種名為坎特利猪笼草（N. × cantleyi），得名于罗伯特·坎特利。其捕虫笼的形状与二齒豬籠草很相似，而唇較类似于小豬籠草。尖齿状结构大大的縮小，仅呈现为小凸起。其生活习性与小豬籠草一致，莖緣地面匍匐生長。其生長于开阔的砂地。消化液的酸度与小猪笼草一样非常低，曾记录到pH值可低至1.82。

### 與棘口奇异猪笼草
该自然杂交种仅存在于有棘口奇异猪笼草（N. × mirabilis var. echinostoma）分布的文莱。其与二齿猪笼草很相似，但其尖齿状结构缩小，唇较宽。与二齿猪笼草不同，其生長于开阔的砂地。 

### 與萊佛士豬籠草
這個罕見的自然雜交種有時會存在于二齒豬籠草與萊佛士豬籠草同域分布的地区。其外觀为兩親本的中間型。

### 複合雜交種
罕見的二齒豬籠草與蘋果豬籠草及小豬籠草的複合雜交種發現于汶萊的低地森林中。其尖齿状结构較短，笼身具小斑點。外觀为毛果猪笼草（N. × trichocarpa）與二齒豬籠草的中間型。
查尔斯·克拉克曾在二齒豬籠草、萊佛士豬籠草和棘口奇异猪笼草共同分布的地区，报道了一株表现为它们中间型的植株。這可能是一個複合雜交種，但卻未有DNA测序加以证明。

## 种植方法
二齒豬籠草与其他猪笼草物种相比需要更温暖和潮溼的环境，它十分害怕寒冷和低空气湿度的环境，在广东等地区甚至也无法做到全年放置于户外，如果当地气温较低，它将长得很慢。需要種植于较大的花盆中，以防止根部生長受阻，从而影響其生長速度。在适当的条件下，二齿猪笼草将会迅速的长成巨大植株，叶展可轻松突破一米，因此需要较大的空间。
除了自然生長于泥炭沼澤森林中，二齒豬籠草也成功的栽培于无土栽培基质中。
已成功培育出二齒豬籠草與刚毛猪笼草（N. hirsuta）的人工杂交种，並被命名為奥滕园丁猪笼草（Nepenthes 'Hortulanus Otten'），其得名于比利时根特植物园前园长卡雷尔·奥滕（Karel Otten）。
1988年，二齒豬籠草與戴瑞安娜猪笼草（N. × dyeriana）的人工杂交种命名为尼娜·多德猪笼草（Nepenthes 'Nina Dodd'），其得名于它的育种者克里夫·多德。
此外，还有两种关于二齒豬籠草的人工雜交種已被命名。贝拉猪笼草（Nepenthes 'Bella'，（N. ampullaria × N. bicalcarata) × N. truncata）及拉帕猪笼草（Nepenthes 'Rapa'，N. ampullaria × N. bicalcarata）。但因為其發表時未附带描述，所以這兩個人工雜交種的名称是非正式的。

## 扩展阅读
- 食虫植物照片搜寻引擎中二齿猪笼草的照片（页面存档备份，存于）
- Setting the trap（页面存档备份，存于）. [video] YouTube, 2011-11-30.

 维基共享资源上的相關多媒體資源：二齿猪笼草
 維基物種上的相關：二齿猪笼草